# 和平使命-2007
和平使命-2007是上海合作組織全部成員國家在武裝力量上進行的一次聯合反恐軍事演習，演習於2007年8月10日在俄羅斯車里雅賓斯克開始進行。這次演習是自上海合作組織成立以來，成员国之间第五次舉行聯合軍事演習，也是參演國家最多、規模最大的聯合軍事演習。

## 演習軍力
- 中华人民共和国：1個陸軍戰鬥群、1個空軍戰鬥群、1個綜合保障群，共計約1600人；
- ：1個空降突擊連，100多人。
- ：１個特種作戰分隊，約30人。
- 俄羅斯：1個營戰術群、1個特種支隊、1個傘兵連、1個炮兵連、1個轟炸（強擊）中隊、1個戰鬥直升機中隊、2個運輸直升 機中隊和1000人的內衛部隊，共計約2000人。
- ：1個空降突擊連，約100人。
- ：派出軍官參加導演部和聯合戰役指揮部的演練，不參加實兵演練。